# Test de Rorschach

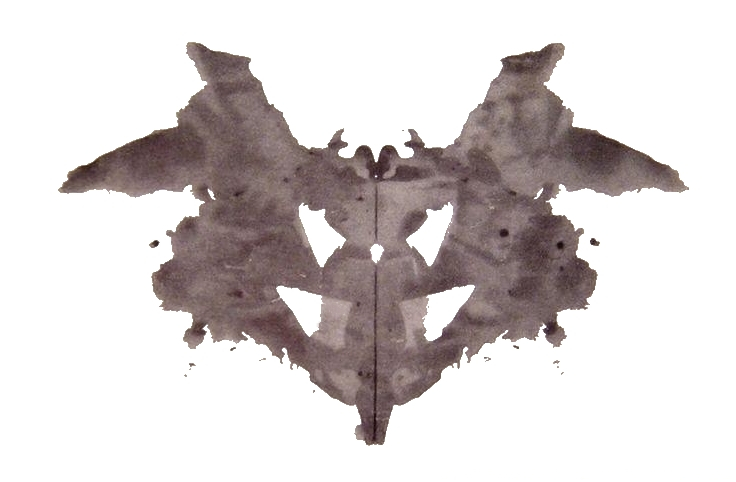
La primera de las diez láminas del test de Rorschach.

El test de Rorschach o prueba de Rorschach es una técnica y método proyectivo  de psicodiagnóstico creado por Hermann Rorschach (1884-1922). Se publicó por primera vez en 1921 y alcanzó una amplia difusión no solo entre la comunidad psicoanalítica sino en la comunidad de psicoterapeutas y psicólogos en general.
La técnica (que en estricto rigor no es un test) se utiliza principalmente para evaluar la personalidad. Consiste en una serie de 10 láminas que presentan manchas de tinta, las cuales se caracterizan por su ambigüedad y falta de estructuración. Las imágenes tienen una simetría bilateral, que proviene de la forma en que originalmente se construyeron: doblando una hoja de papel por la mitad, con una mancha de tinta en medio. Al volver a desplegarlas, H. Rorschach fue encontrando perceptos muy sugerentes que daban lugar, por su carácter no figurativo, a múltiples respuestas. El psicólogo pide al sujeto que diga qué podrían ser las imágenes que ve en las manchas, como cuando uno identifica cosas en las nubes o en las brasas. A partir de sus respuestas, el especialista puede establecer o contrastar hipótesis acerca del funcionamiento psíquico de la persona examinada.

## Historia

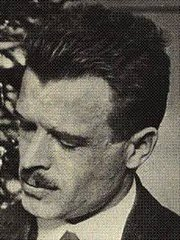
El creador del test, Hermann Rorschach, foto de fecha indeterminada y autor desconocido

Rorschach, por cierto,  no fue el primero en imaginar figuras en manchas, ni en fijarse en la utilidad de observar y registrar lo que se puede ver en ellas. La interpretación de manchas casuales de tinta, humedad o pintura tiene múltiples precedentes, algunos de ellos, varios siglos antes de Rorschach. Con frecuencia se cita, por ejemplo, que Leonardo da Vinci sostenía que «las mejores lecciones de pintura las podemos encontrar en las manchas de humedad de la pared». Sin embargo, la utilización con fines de diagnóstico psicológico tiene también un directo precedente en la tesis doctoral de Szymon Hens titulada Aus der psychiatrischen Klinik Zürich: Phantasieprüfung mit formlosen Klecksen bei Schulkindern, normalen Erwachsenen und Geisteskranken (Desde la Clínica Psiquiátrica de Zúrich: Prueba de la fantasía con manchas sin forma en niños escolares, adultos normales y enfermos mentales) y que fue presentada en 1917 a la Universidad de Zúrich para obtener el doctorado en medicina.
Hermann Rorschach conoció el trabajo de Szymon Hens en 1917 y algunos años después, desarrolló a partir de allí el instrumento de psicodiagnóstico a través del test de manchas de tinta que elaboró y probó en la clínica de Herisau, en el cantón de Appenzell, donde trabajó entre 1915 y hasta su muerte en 1922. La primera publicación del test se realizó en 1921 por la editorial de Ernst Bircher de Berna (que más tarde adquirió el editor  Hans Huber) bajo el título de Psychodiagnostik (Psicodiagnóstico). Junto con la edición de las láminas, Rorschach desarrolló y difundió un primer procedimiento para interpretar las formas vistas en las manchas. En este contexto, atribuye la diversidad de figuras percibidas a la participación de procesos inconscientes y entra en contacto con el psicoanálisis, que en ese momento tenía presencia creciente en Austria, Alemania y Suiza. Aunque Rorschach tenía planes de dar mayor solidez teórica al instrumento que había desarrollado, esto no pudo realizarse porque falleció en 1922, a la temprana edad de 38 años y solo nueve meses después de la publicación. Para muchos, resulta evidente que los conceptos de introtensivo y extratensivo que Rorschach utiliza en su Psicodiagnóstico son influencia directa de los desarrollos teóricos de Carl Gustav Jung sobre la introversión y la extraversión, sin embargo, según el propio Jung señala, jamás llegaron a encontrarse. 
En las décadas de 1930 y 1940 la aplicación del test de Rorschach se difundió en toda Europa y en EE. UU. Con el incremento de su aplicación, comenzaron a surgir diversas escuelas de análisis e interpretación de las respuestas. A partir de 1970, debido al esfuerzo integrador de John Exner se impuso en EE. UU. el Comprehensive System, mientras que en Europa se utilizó preferentemente el sistema de interpretación plasmado en el libro de Ewald Bohm, que pasó a ser la obra estándar en el área.
La técnica continúa utilizándose a casi cien años de su creación y, a pesar de las críticas, mantiene su vigencia internacional como test psicológico de referencia. De igual modo, se sigue evaluando y actualizando su rol, relevancia y validez en el campo de la psicobiología de la personalidad, donde las neurociencias han dado paso a transformaciones importantes, tanto en los criterios de diagnóstico, como en los modelos de intervención psicológica y psiquiátrica.

## Sistematización y valoración de las respuestas
Debido a que se trata de un test proyectivo, la interpretación es esencialmente individual y subjetiva. Sin embargo, se han desarrollado sistemas muy precisos de organización y clasificación de los tipos de respuesta (mediante la creación de listas de categorías sobre lo que el sujeto dice que ve, cómo lo ve, en qué sitio de la lámina, etc.) y también se han realizado algunas propuestas para objetivar la interpretación e incluso cuantificarla. Entre 1935 y finales de los años 1950 se desarrollaron varios intentos de normalización y cuantificación de las respuestas. Entre los máximos exponentes de estos intentos se cuenta a Samuel Beck, quien realizó la primera sistematización en un primer libro publicado en 1937 Introduction to the Rorschach Technique, trabajo que continuó en una serie publicada en tres volúmenes entre 1944 y 1952: Rorschach's Test: Volume 1-Basic Processes; Volume 2-A Variety of Personality Pictures y Volume 3-Advances in Interpretation . Sus obras llegaron a ser textos de estudio estándar para los estudiantes de psicología interesados en Rorschach. Igualmente, destacan aquí los trabajos de Bruno Klopfer, quien en 1936 editó la primera revista sobre la técnica en la Universidad de Columbia: Rorschach Research Exchange and Journal of Projective Techniques y de Z. A Piotrowski, quien realizó una revisión completa del método y propuso pautas para el análisis de los tipos aperceptivos. David Rapaport sugirió a John E. Exner (Jr.) la conveniencia de realizar un compendio de todos los tipos de respuesta y complementar los distintos sistemas de valoración que se habían desarrollado. Exner se propuso entonces la tarea de reunir toda la información internacional y los distintos sistemas interpretativos en uno solo: así creó el llamado «sistema comprehensivo». Mediante una red de rorschachistas en todo el mundo, se fue constituyendo una nutrida base de datos de protocolos individuales que permitió el estudio y reinterpretación de estos sobre la base de la comparación de respuestas y sus correlaciones con rasgos de personalidad. Otra contribución fundamental para el desarrollo científico de la herramienta fue la creación de una hoja estándar de «resumen estructural», en la que el psicólogo, una vez codificadas las respuestas obtenidas, vuelca los datos y obtiene una configuración de la personalidad del sujeto.
El sistema comprehensivo es el más extendido y fue aportando datos importantes para la valoración de la personalidad y la detección de estructuras mentales opacas a otros sistemas de estudio de la personalidad. Por poner un ejemplo, es la única prueba que proporciona datos sobre la ideación autolítica, aun cuando el sujeto no mencione explícitamente nada al respecto.
Independientemente de la polémica desatada respecto de su confiabilidad, es un hecho que la prueba tiene una amplia difusión y que se la considera uno de los instrumentos más destacados entre las técnicas proyectivas para la exploración de la personalidad. Por este motivo, existe gran cantidad de material, como asimismo, un apreciable número de investigaciones y abundante casuística. Junto con el MMPI, es uno de los test psicológicos más ampliamente difundidos en el ámbito jurídico-forense.

## Método
El test de Rorschach consta de diez láminas compuestas por manchas de tinta sobre un fondo blanco. De estas láminas, cinco son acromáticas, es decir, en blanco y negro, y las otras cinco son en colores, de las cuales dos en rojo y negro y otras tres presentan múltiples colores en variadas tonalidades (rojos, verdes, azules, etc). Estas láminas poseen una morfología vaga por lo que resultan especialmente sugerentes. Las láminas son presentadas de manera sucesiva a un sujeto preguntándole lo que ve en ellas y cómo y dónde manifiesta lo observado. La instrucción que recibe el examinado varía en dependencia de la escuela. Algunos autores, comenzando por el propio Rorschach, proponen una introducción neutra, breve y directa, sin mayores explicaciones, en la que el administrador entrega la lámina y pregunta: «¿Qué puede ser esto? ¿Qué le parece que es?» Otros autores, como Klopfer, sugieren introducir las láminas con mayor despliegue explicativo sobre lo que se espera que el examinado haga con ellas: «Con estas láminas de manchas de tinta la gente ve toda clase de cosas. Ahora dígame lo que usted ve, lo que podría ser esto para usted;en qué lo hace pensar».
Las láminas se van entregando sucesivamente, en su orden preestablecido, todas en la misma orientación (número de la lámina arriba a la derecha). El examinado puede rotar las láminas y el administrador debe protocolizar siempre la posición en que ha sido vista una figura para su posterior interpretación.

## Evaluación y análisis de los resultados
El análisis del test está basado en las respuestas que da el individuo, tanto de aquellas que emite espontáneamente, como las que entrega al ser interrogado por el examinador, quien formula preguntas del tipo «¿Dónde precisamente ve eso?» o «¿Qué le hace pensar que sea un murciélago?».
Los criterios usados para evaluar las respuestas pueden agruparse en cuatro aspectos:
1. Modo aperceptivo, la forma como el examinado percibe la mancha y la localización de lo que ve en ella. Se registra y analiza  si se trata de la mancha completa, de un detalle, del espacio en blanco.
2. Determinante, qué es lo que determina que el examinado vea lo que se ve. Entre los determinantes se encuentran la forma ( donde también se registra su calidad forma bien definida, forma vaga, respuesta rica en detalles, etc.), el color (si el color determina lo que ve y si con ello justifica profundidad, perspectiva, sombras, texturas), el movimiento (si lo percibido parece estar en movimiento activo o siendo movido por alguna fuerza).
3. Contenido, a qué categoría de objetos pertenece lo que ve (forma humana, animal, objeto, vegetal, elemento geográfico paisaje, respuesta de carácter sexual).
4. Popularidad, se clasifica a respuesta como «popular» u «original» de acuerdo a criterios estadísticos ya establecidos.

Además, se registra y evalúa el tiempo de latencia (lo que demora el examinado en dar la primera respuesta a cada lámina) como asimismo cada uno de los así llamados fenómenos especiales, tales como estupor, shock, reacciones retardada o inesperada ante alguno de los estímulos.
Otro aspecto importante es la cantidad de respuestas, a mayor número de respuestas mayor riqueza argumental y mayor flexibilidad hasta cierto límite según la lámina.
Varios caminos, tanto teóricos, como de investigación con la herramienta, han tenido un desarrollo independiente. Los de mayor desarrollo y difusión fueron los de Klopfer y Rapaport; también alcanzaron un importante desarrollo las lecturas de Beck, Hertz y Piotrowsky entre otros. El nombre de John Exner merece una mención particular, puesto que integró estas cinco principales corrientes en un único sistema comprehensivo, y es en la actualidad la corriente de mayor desarrollo, difusión, utilización y expansión internacional, principalmente en Estados Unidos y América del Sur. A diferencia de los anteriores, posee un enfoque menos complicado en sus lecturas y desarrollos diagnósticos. 
El test de Rorschach se presenta a sí mismo como un medio y no un fin, por lo que se promociona como una herramienta para ser utilizada en diferentes ámbitos y por diferentes lecturas teóricas.

## Diferencias en lo percibido
Al comparar los datos normativos del sistema estadounidense Exner con sujetos experimentales europeos o sudamericanos se dan ciertas diferencias culturales en variables importantes, mientras que por ejemplo, la tasa promedio de respuestas es la misma. Las diferencias cualitativas, en las formas percibidas, se determinan en parte culturalmente. Tal es así que los franceses reconocen frecuentemente un camaleón en la lámina N.º 8, cuestión que entre  pertenecientes a otras naciones se evaluaría como una respuesta inusual; en Escandinavia reconocen en la lámina N.º 2 una suerte de «duendes» (Nisse) de Navidad y los japoneses ven un instrumento musical en la lámina N.º 4.
Según una investigación que se llevó a cabo en la Universidad de Oregón el número de figuras diferentes percibidas correlaciona con la complejidad fractal de cada lámina en particular. A menor complejidad fractal, mayor sería la cantidad de figuras que se ven.

## Controversias
La principal crítica de los detractores de este método de evaluación psicológica es la falta de rigor científico de las pruebas que pretenden sostener su validez y confiabilidad.
Por su parte, los defensores de la técnica sostienen que la gran cantidad de estudios científicos realizados sería una prueba contundente que avala su solidez. Asimismo, la sociedad internacional de Rorschach y sus organizaciones dentro de cada país se encargarían de controlar los parámetros psicométricos para que este instrumento clínico conserve su valor diagnóstico. 
Los detractores critican además que, al carecer el estímulo de una estructura y significados determinados, el universo de respuestas posibles es muy amplio y la interpretación de ellas puede verse influenciada también por las impresiones subjetivas y los prejuicios del propio psicólogo, dado que, además, la interpretación de cada elemento dibujado debe ser contextual (no puede realizarse por partes, sino teniendo en cuenta el conjunto).  
Los defensores de esta y otras pruebas proyectivas argumentan a favor de ellas que la existencia de amplias diferencias entre lo que los sujetos ven (proyectan) en la láminas es precisamente lo esperable y lo que tiene valor diagnóstico. El establecimiento de categorías que sistematizan las respuestas de los sujetos evaluados y la definición de «tipos aperceptivos», clasificación sistemática de los «determinantes» y la tabulación cuantitativa aportaría precisión y ayudaría a controlar la variable de la subjetividad del psicólogo que interpreta. 
Por otra parte, los mismos hechos - tales como que hasta hoy (y a pesar de muchas décadas de aguda discusión y falta de consenso en el ámbito académico) este test continúe siendo aceptado en los tribunales de justicia, siga utilizándose en muchas partes del mundo para la selección de personal o que las compañías de seguros de salud paguen los aranceles para su administración por considerarlo una herramienta diagnóstico - constituyen pruebas del valor del test para sus defensores y un escándalo para sus detractores. Para los rorscharchistas, estas diez láminas son una herramienta estupenda y completa para detectar un amplio rango de condiciones mentales y problemas latentes que otras pruebas y exámenes no logran revelar. Para los críticos del test (que se encuentran tanto dentro como fuera de la comunidad de psicólogos, psiquiatras y expertos en salud mental) que se continúe administrando es inaceptable, un bochornoso vestigio de pseudociencia que debió abandonarse hace años. La falta de consenso científico, pero también la actitud cada vez más crítica de la población frente a los exámenes psicológicos en general, ha ido marcando en la opinión pública tendencia escéptica frente al Test de Rorschach y su capacidad de entregar resultados válidos y confiables.

## Las diez láminas de la prueba de Rorschach

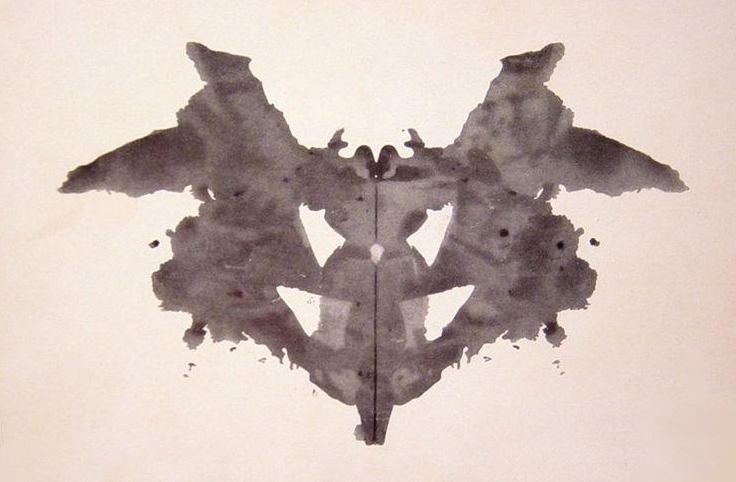
Lámina 1
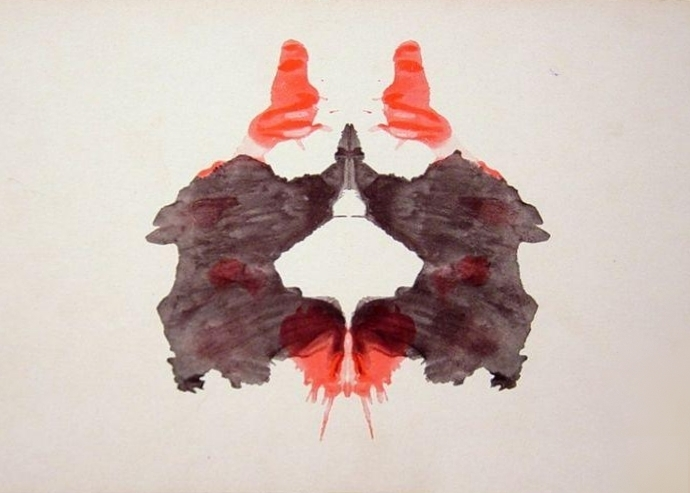
Lámina 2
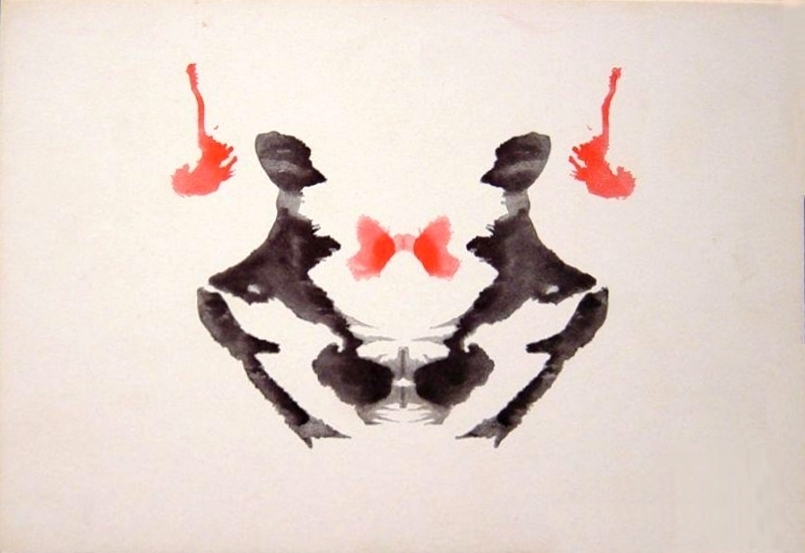
Lámina 3
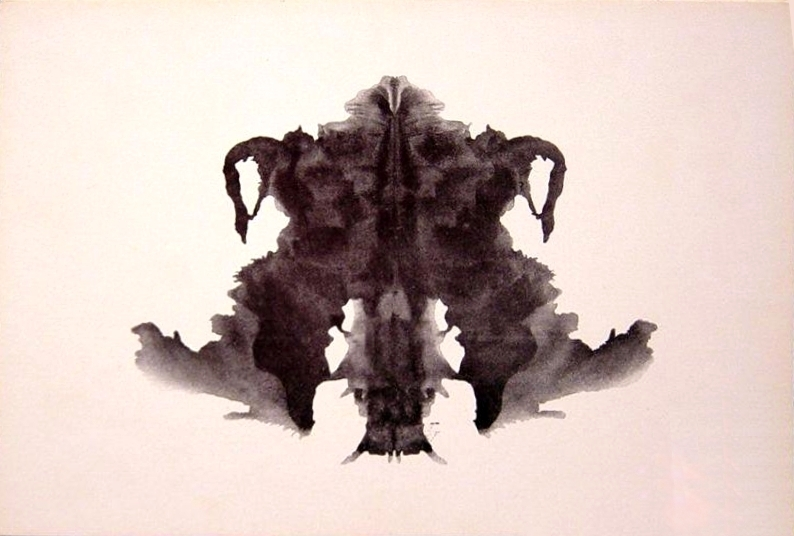
Lámina 4
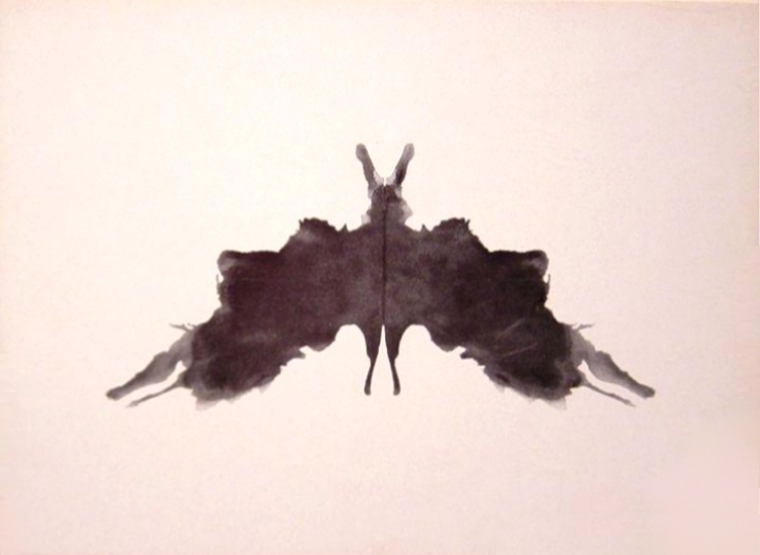
Lámina 5
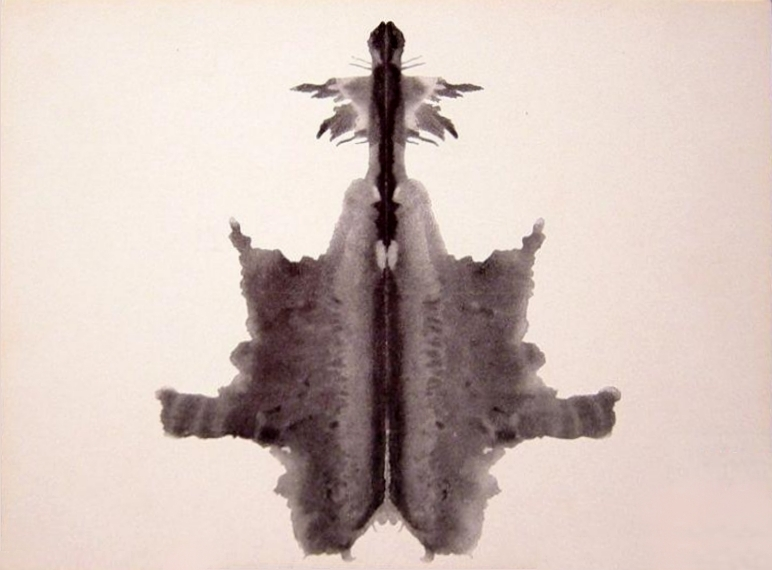
Lámina 6
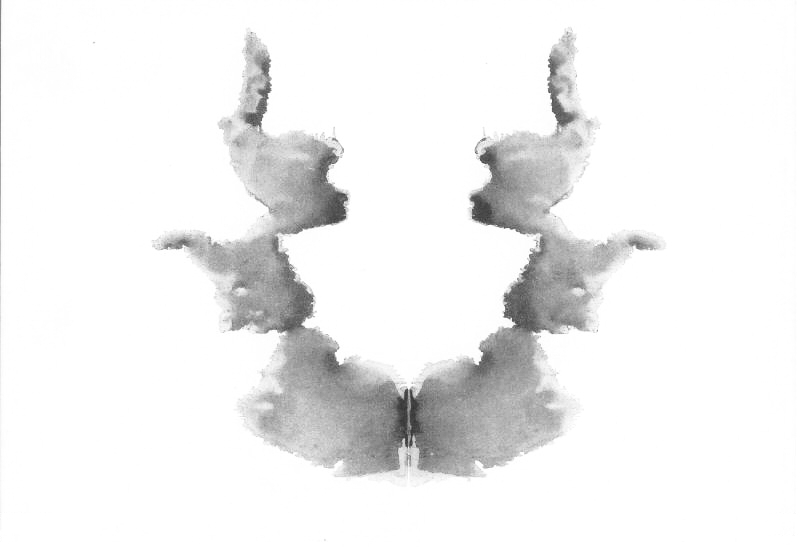
Lámina 7
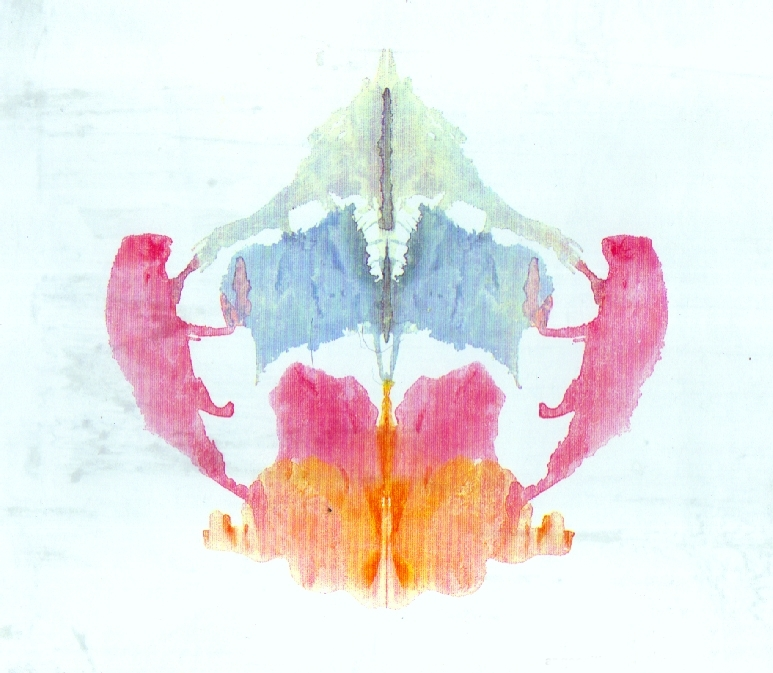
Lámina 8
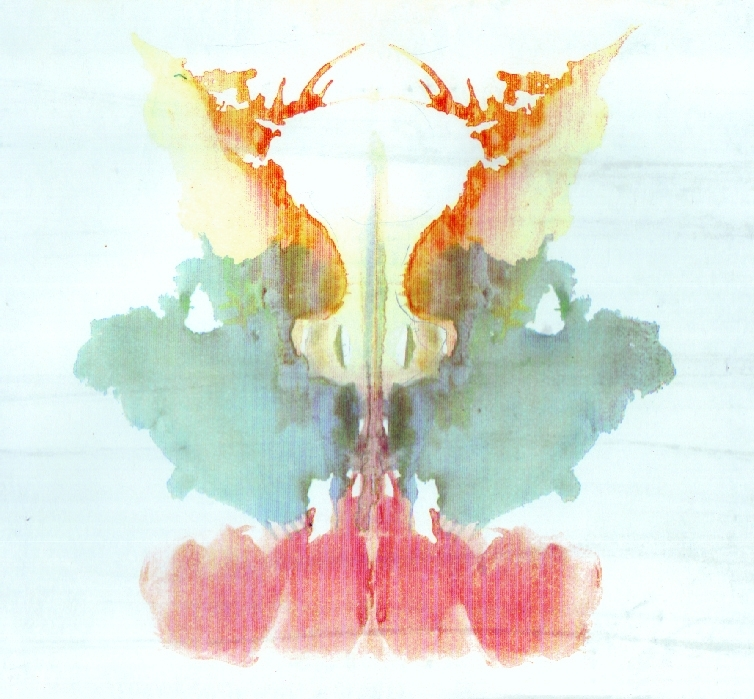
Lámina 9
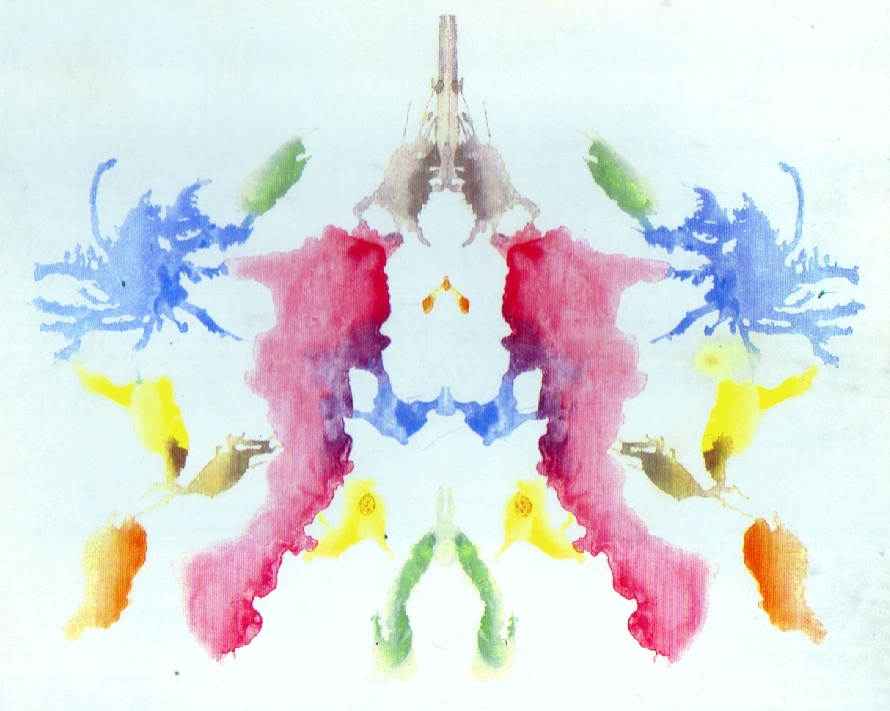
Lámina 10

## En la cultura popular
El personaje principal de la novela gráfica Watchmen, escrita por el guionista Alan Moore y con Dave Gibbons a los lápices, que investiga la muerte de El Comediante, es llamado Rorschach en referencia a este test. De hecho, el personaje lleva una máscara que simula las manchas del test, que cambian conforme su estado de ánimo.
También aparecen múltiples referencias a este método en la saga de videojuegos Outlast. En la cual se muestra un vídeo que muestra las láminas convertidas en fotogramas, el cual sería empleado más adelante por la Asociación Murkoff para torturar a los pacientes del asilo Monte Massive, obligados a verlo en bucle.
También es referenciado en el álbum "Lamina Once" de El Cuarteto de Nos, en el que cada canción de este contiene manchas diferentes con estilo similar a las del test de Rorschach, incluso teniendo una canción con su nombre.